# Otocryptis nigristigma
Otocryptis nigristigma  (лат.) — вид ящериц семейства агамовых. Эндемик острова Шри-Ланка.
Общая длина достигает 17—20 см. Окраска тела варьирует коричневого до чёрно-коричневого цвета. Голова чёрно-бурая. У самцов по бокам шеи имеется чёрное пятно. В отличие от других представителей рода эта агама имеет значительно большую горловую сумку, которая тянется от подбородка до половины высоты от головы к земле. У самок эта сумка меньше. Задние конечности длиннее передних. Чешуя в целом неоднородна и килеватая.
Предпочитает засушливую местность. Встречается на высоте до 450 м над уровнем моря. Большую часть жизни проводит на земле. Питается насекомыми.
Это яйцекладущая ящерица. Самка в октябре-январе выкапывает ямку в земле, куда откладывает 4 яйца размером 10,1—11,6 х 5,1—6,2 мм.